# Melinda gentilis
Melinda gentilis är en tvåvingeart som beskrevs av Robineau-desvoidy 1830. Melinda gentilis ingår i släktet Melinda och familjen spyflugor. Arten är reproducerande i Sverige. Inga underarter finns listade i Catalogue of Life.